# Philip Dowson

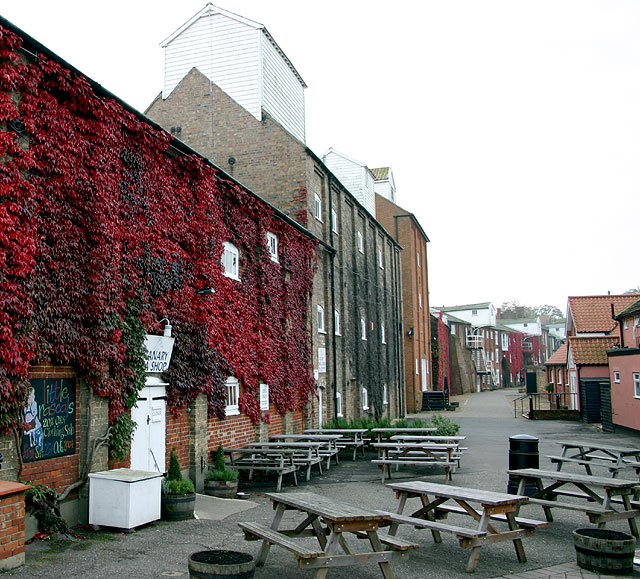
Snape Maltings

Sir Philip Henry Manning Dowson (* 16. August 1924 in Johannesburg; † 22. August 2014) war ein britischer Architekt.
Dowson kam mit der Familie 1927 aus Südafrika nach England, besuchte 1938 bis 1942 die Gresham’s School in Norfolk und studierte danach Mathematik an der Universität Oxford. Nach einem Jahr ging er zur Royal Navy, in der er bis 1947 diente. 1947 bis 1950 studierte er Kunst an der Universität Cambridge (Clare College) und danach Architektur in London (Architectural Association School).
Ab 1953 arbeitete er mit Ove Arup zusammen und war 1963 mit Ronald Hobbs  einer der Gründer von Arup Associates, einer Tochtergesellschaft von Arup für integriertes multidisziplinäres Management von Bauplanung und -ausführung das Architekten, Ingenieure und Finanzfachleute umfasst. 1969 wurde er Partner bei Arup und deren leitender Architekt.
Er entwarf verschiedene Universitätsbauten zum Beispiel in Oxford und Cambridge und Verwaltungsgebäude. Als ein Hauptwerk gilt die Snape Maltings in Suffolk, Mälzereien die zu Konzertgebäuden umgebaut wurden (mit Derek Sugden als Akustiker). Ein weiteres frühes exemplarisches Bauwerk, das viel Aufmerksamkeit fand, ist das Long Wall Wohnhaus in Long Medford von 1963. Als Architekt war er unkonventionell und folgte nicht dem Mainstream. Er legte Wert auf die Einbindung in lokale Traditionen und die lokale Umgebung und verwendete neben Stahl und Beton traditionelle Materialien.
1993 bis 1999 war er Präsident der Royal Academy of Arts, deren Mitglied er 1981 wurde. 1969 wurde er CBE und 1980 als Knight Bachelor geadelt. 1981 erhielt er die Royal Gold Medal des Royal Institute of British Architects.